# Bajo el signo de Marte
Bajo el signo de Marte es un libro autobiográfico escrito por Fritz Angst bajo el pseudónimo de Fritz Zorn. El libro, cuyo título original es Mars, fue publicado en alemán en 1977 con un prefacio de Adolf Muschg.
Fritz Zorn escribió el libro después de que se le detectase un cáncer. En el libro, el autor explica y critica duramente su educación en una de las regiones más ricas de Suiza.
Zorn afirma en su libro que su cáncer tiene un origen psicosomático, considera que su educación es cancerígena y afirma que lo han « educado a muerte ». Zorn reivindica la vida que no ha vivido : aunque su juventud haya sido armoniosa bajo el punto de vista burgués, Zorn se mantuvo apartado de la vida. Convertido en profesor tras sus estudios universitarios, Zorn era depresivo y no tenía amigos ni mantuvo relaciones amorosas.
Fritz Zorn falleció a los 32 años, el mismo día que su editor le daba el visto bueno para la publicación de Bajo el signo de Marte. La publicación del libro suscitó una gran polémica en Suiza.